# Rio Canindé (Piauí)
O rio Canindé é um rio brasileiro que banha o estado do Piauí. Nasce na serra Dois Irmãos em Acauã, a cerca de 600 metros de altitude, percorrendo uma das regiões mais secas do Estado. Com extensão total de aproximadamente 350 quilômetros, passa por cidades como Paulistana, Conceição do Canindé e Oeiras, desembocando suas águas no rio Parnaíba na cidade de Amarante. 